# Cerimônia de Abertura do Parlamento

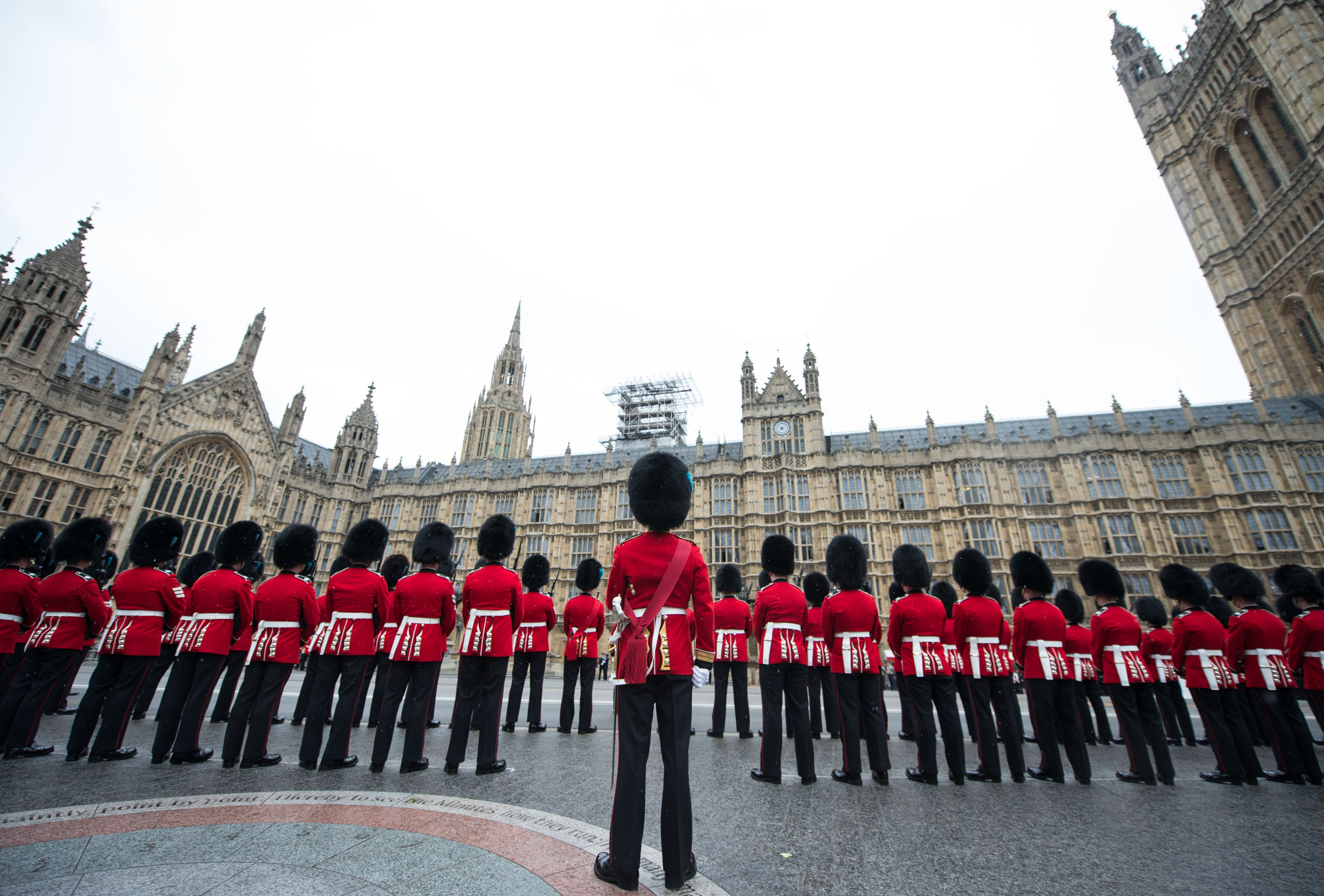
O 1º Batalhão, guardas irlandeses, acompanhado pelo Batalhão de guardas irlandeses, fornece uma guarda de honra na Câmara dos Lordes para a abertura do Parlamento em 2016.

A Cerimônia de Abertura do Parlamento (inglês: State Opening of Parliament) é um evento que marca formalmente o início de uma sessão do Parlamento do Reino Unido. Inclui um discurso do trono conhecido como o discurso do rei (ou o discurso da rainha). A abertura do Estado é uma cerimônia elaborada que mostra a história, a cultura e a política contemporânea britânicas para grandes multidões e telespectadores.
Ocorre na câmara da Câmara dos Lordes, geralmente em maio ou junho, mas tradicionalmente em novembro, em frente às duas Casas do Parlamento. O monarca, usando a Coroa Imperial de Estado, lê um discurso que foi preparado pelo seu governo descrevendo seus planos para esse ano parlamentar. Uma Abertura do Estado pode ocorrer em outras épocas do ano, se uma eleição ocorrer antecipadamente devido a um voto de desconfiança no governo. Em 1974, quando foram realizadas duas eleições gerais, houve duas aberturas de Estado.
A rainha Isabel II do Reino Unido abriu todas as sessões do Parlamento desde sua adesão, exceto em 1959, 1963, quando estava grávida do príncipe Andrew e do príncipe Edward, respectivamente e em 2022, devido a falta da mobilidade e pela saúde da monarca. Essas duas sessões foram abertas pelos Lordes Comissários, liderados pelo Arcebispo de Cantuária (Geoffrey Fisher em 1959 e Michael Ramsey em 1963), com poderes da Rainha. O lorde chanceler (visconde Kilmuir em 1959 e lorde Dilhorne em 1963) leu o discurso da rainha nessas ocasiões. Em 2022 a sessão foi aberta pelo Principe de Galês, o príncipe Charles.

## Origens
A abertura do Parlamento começou por necessidade prática. No final do século XIV, a maneira pela qual o rei reuniu seus nobres e representantes dos Comuns começou a seguir um padrão estabelecido. Antes de tudo, os nomes dos pares foram comparados com a lista daqueles que haviam sido convocados, e os representantes do Commons foram comparados com o retorno das eleições dos xerifes. Os Pares foram assaltados e sentaram-se na Câmara Pintada de Westminster; os Comuns foram convocados e ficaram no Bar (limiar) da Câmara. Foi então proferido um discurso ou sermão (geralmente pelo Lord Chancellor) explicando por que o Parlamento havia sido convocado, após o qual os Lordes e os Comuns foram separadamente discutir os assuntos em mãos. O monarca normalmente presidia, não apenas para a Abertura, mas também para as deliberações que se seguiram (a menos que impedidas por doenças ou outros assuntos urgentes).
No período Tudor, a estrutura moderna do Parlamento começou a emergir, e o monarca não compareceu mais durante os procedimentos normais. Por esse motivo, a Abertura do Estado assumiu um significado simbólico maior como uma ocasião para a plena constituição do Estado (Monarca, Lordes e Comuns). Nesse período, a reunião parlamentar começou a ser precedida por uma procissão ao ar livre do Estado (que muitas vezes atraía um grande número de espectadores): o monarca, juntamente com o séquito da família, procederia no Estado a partir de qualquer residência real que estivesse sendo usada, primeiro a Abadia de Westminster por um serviço (geralmente uma Missa do Espírito Santo, antes da Reforma), e daí a pé (acompanhados pelos Senhores Espirituais e Temporais em suas vestes) até o Palácio de Westminster para a própria Abertura.

### Livro da liga de Wriothesley, 1523

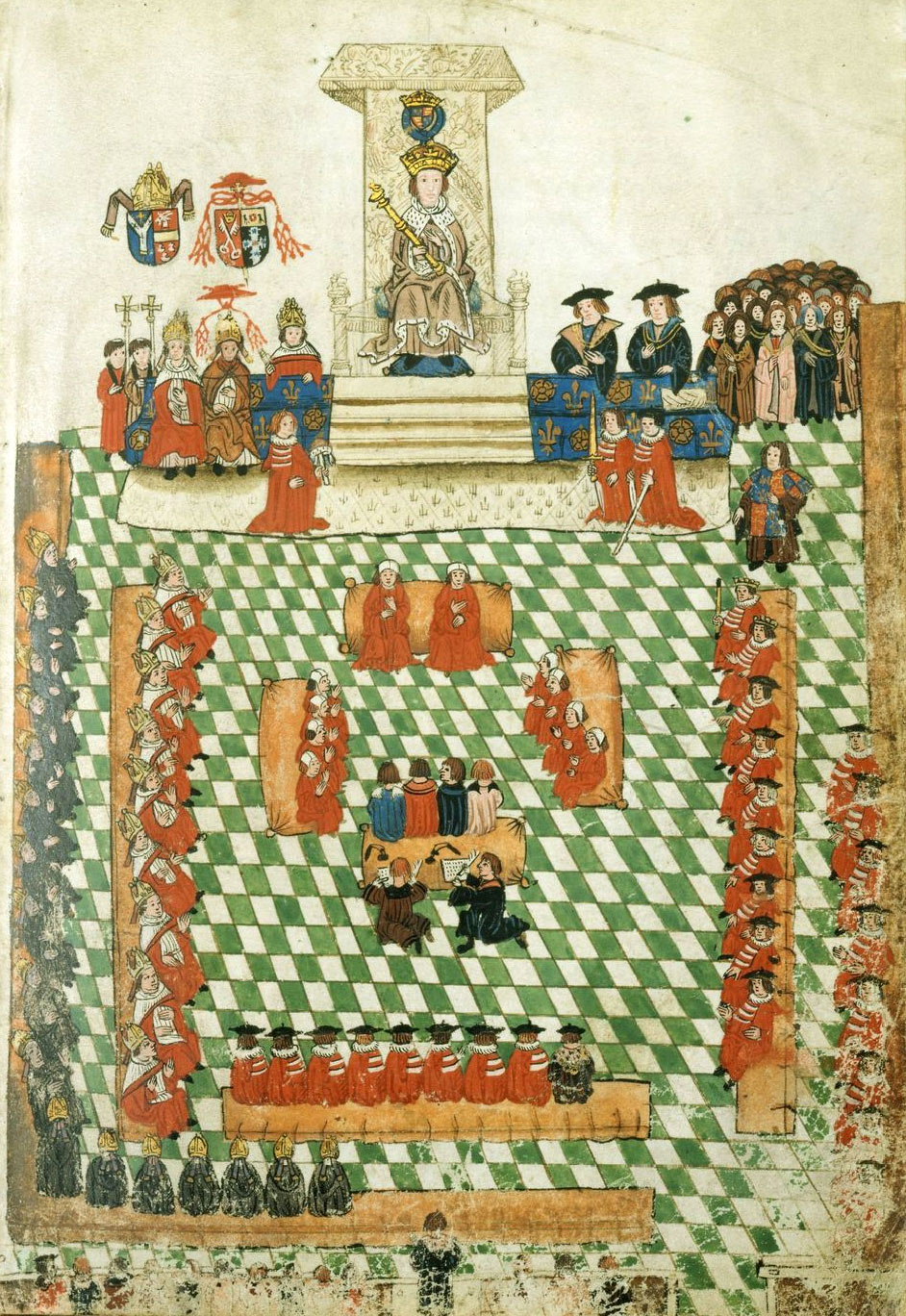
Abertura do Parlamento por Henrique VIII em Bridewell em 1523; uma ilustração contemporânea do Wriothesley Garter Book.

O livro Wriothesley Garter, uma ilustração de 1523 de Sir Thomas Wriothesley, mostra o rei Henrique VIII sentado no Parlamento naquele ano. Mostra uma notável semelhança visual entre as aberturas estatais dos séculos XVI e XXI. Nos dois casos, o monarca senta-se em um trono diante do Pano da Propriedade, coroado e vestindo uma túnica carmesim de estado; à sua mão direita, sente-se o cardeal Thomas Wolsey, arcebispo de York e lorde chanceler, com os braços acima do chapéu de um cardeal, e William Warham, arcebispo de Cantuária, com os braços acima. Atrás fica Cuthbert Tunstall, bispo de Londres. O limite de manutenção e a espada de estado são suportados pelos pares que estão diante do monarca à esquerda e à direita, respectivamente; o lorde Great Chamberlain fica ao lado, carregando sua varinha branca, perto do Garter King of Arms em seu tabard exibindo as armas reais (o próprio Sir Thomas Wriothesley, o ilustrador). Os membros da comitiva real estão agrupados atrás do rei (canto superior direito). No corpo principal da Câmara, os Bispos estão sentados em bancos à direita do rei, vestindo suas vestes parlamentares, com os Abades Mitred atrás deles. Os Senhores Temporais estão sentados à esquerda do rei e, na bancada cruzada, o status dos pares é indicado pelo número de barras de miniver (pêlo branco com bordas de folha de carvalho de ouro) em suas vestes de pares: 4 para um duque, 3½ para um marquês, 3 para um conde, 2½ para um visconde e 2 para um barão. Assim, existem dois duques, ambos vestindo coroas ducal, o primeiro segurando um bastão do marechal; portanto, ele é o duque de Norfolk, conde marechal da Inglaterra. Sir William Weston, prior do Hospital de São João de Jerusalém, principal barão da lista de pares, vestido de preto, senta-se no final do cruzamento. Os juízes (vestidos de vermelho e coifados) estão nos sacos de lã no centro (dois juízes principais, oito juízes e quatro sogros), e atrás deles ajoelham-se os funcionários (com penas e tinteiros). Na parte inferior da imagem, os membros da Câmara dos Comuns podem ser vistos atrás do Bar da Casa, com Sir Thomas More, Presidente da Câmara dos Comuns, no centro, vestindo seu manto de estado preto e dourado.
Desde então, o cerimonial evoluiu, mas não de forma dramática. Os Abades Mitred foram removidos do Parlamento na época da Reforma. Em 1679, nem a procissão nem o serviço da Abadia ocorreram, devido aos temores de uma conspiração popista; embora a procissão tenha sido restaurada posteriormente, o serviço na abadia não foi. O papel do monarca no processo mudou com o tempo: no início, o monarca dizia algumas palavras introdutórias, antes de chamar o lorde chanceler (ou lorde guardião) para se dirigir à assembléia. Jaime I, no entanto, estava acostumado a falar mais detalhadamente e às vezes dispensava os serviços do chanceler como porta-voz. Esse padrão variado continuou nos reinados subsequentes (e durante a Commonwealth, quando Cromwell proferiu o discurso), mas a partir de 1679, tornou-se a norma para o monarca falar. Desde então, o monarca (se presente) quase invariavelmente fez o discurso, com exceção de George I (cujo domínio do inglês era fraco) e Vitória do Reino Unido(após a morte do príncipe Alberto). Uma mudança dramática foi ocasionada pela destruição do antigo palácio de Westminster pelo fogo em 1834; no entanto, o novo palácio foi projetado com a cerimônia da Abertura do Estado em mente, e a cerimônia moderna data de sua abertura em 1852. Toda a Abertura do Parlamento do Estado foi filmada e televisionada pela primeira vez em 1958.
Em 1998, foram feitos ajustes no cerimonial dentro do Parlamento para encurtar os procedimentos. Os arautos, em vez de trabalharem com o monarca, chegaram ao Parlamento mais cedo e tiveram uma procissão separada. O número de funcionários da corte na procissão foi reduzido, incluindo uma das damas em espera e o Equerry da Coroa. Também foram omitidos os três chefes das Forças Armadas, representados pelo chefe da equipe de defesa. Silver Stick in Waiting (o comandante da cavalaria doméstica) não é mais processado, embora Gold Stick-in Waiting (coronel honorário da cavalaria doméstica) tenha mantido um lugar.

## Significado
A Abertura do Parlamento do Estado é uma cerimônia carregada de ritual histórico e significado simbólico para a governança do Reino Unido. Em um só lugar, estão reunidos os membros dos três ramos do governo, dos quais o monarca é a autoridade e o chefe nominal em cada parte: a coroa no parlamento (o rei, juntamente com a Câmara dos Comuns e a Câmara dos Lordes), constitui o legislador; o rei em conselho, os ministros de Sua Majestade (que são membros de uma ou outra Casa e membros do Conselho Privado de Sua Majestade) constituem o executivo; o rei no banco, composto por juízes de Sua Majestade, embora não seja membro de nenhuma das Casas, é convocado para comparecer e representar o judiciário. Portanto, a Abertura do Estado demonstra a governança do Reino Unido, mas também a separação de poderes. A importância das relações internacionais também é representada pela presença na Câmara do corpo diplomático.

## Sequência de eventos

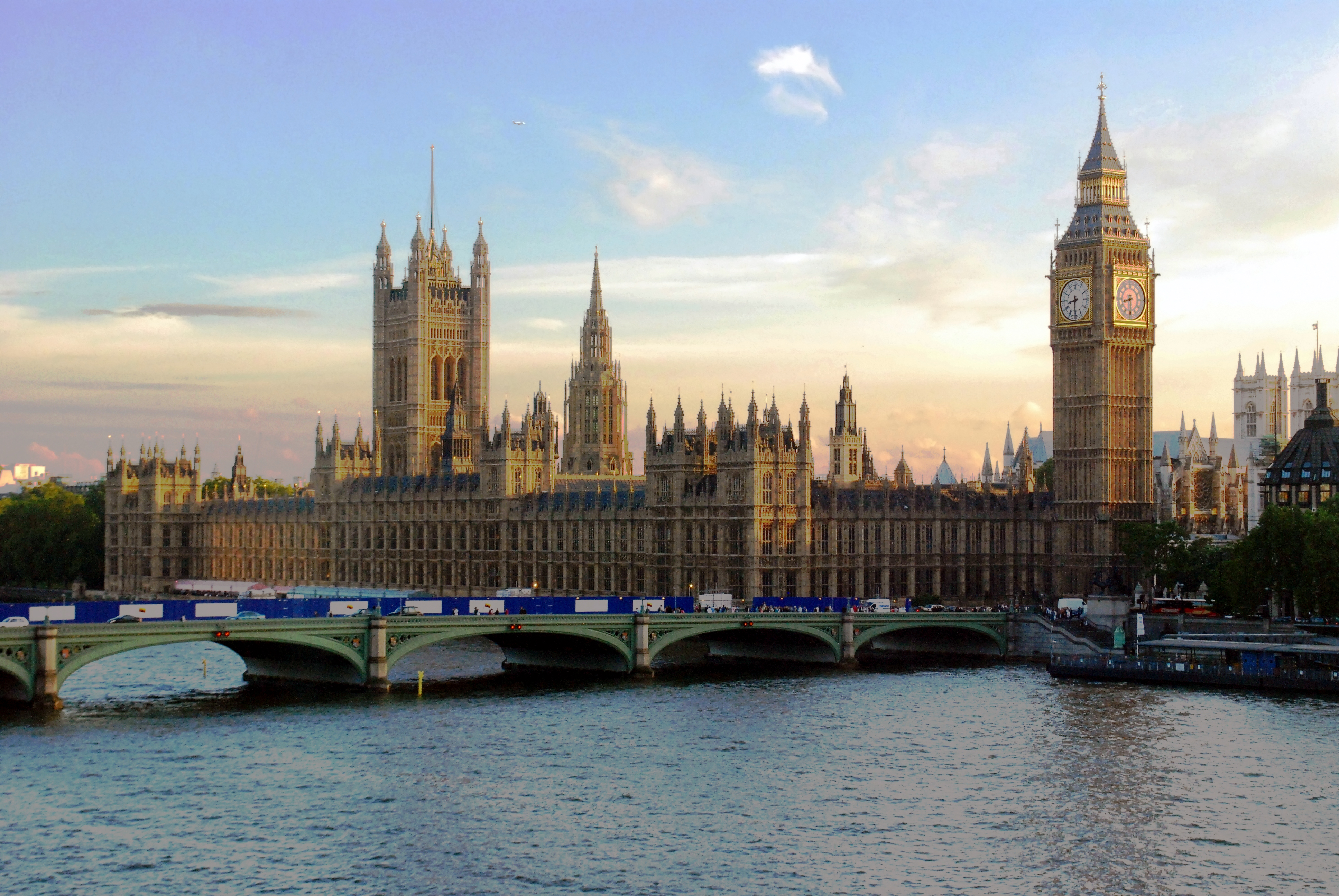
O Palácio de Westminster é o lar das duas casas do Parlamento Britânico. É aqui que o monarca viaja para abrir o parlamento.

O cerimonial em torno da abertura do parlamento pode ser dividido em várias partes:

### Pesquisa das adegas
Primeiro, as adegas do Palácio de Westminster são revistadas pelos Yeomen Warders, a fim de impedir uma conspiração moderna da pólvora. A trama de 1605 envolveu uma tentativa fracassada de um grupo de católicos ingleses provinciais liderados por Robert Catesby para explodir as Casas do Parlamento e matar o rei protestante James I e a aristocracia. Desde aquele ano, as adegas foram pesquisadas, agora em grande parte, mas não apenas, para fins cerimoniais. Isso é supervisionado pelo Lord Great Chamberlain, e os Yeomen são pagos por seus serviços com um pequeno copo de vinho do porto.

### Assembleia de Pares e Comuns
Os colegas se reúnem na Câmara dos Lordes vestindo suas vestes. A eles se juntam representantes seniores do judiciário e membros do corpo diplomático. Os Comuns se reúnem em sua própria câmara, vestindo trajes comuns, e começam o dia, como qualquer outro, com orações. O Presidente da Câmara dos Comuns faz sua procissão habitual em direção à Câmara dos Comuns, acompanhado por sua Casa, o Mace e um inspetor de polícia que grita tradicionalmente "Tirem o chapéu, estranhos". Isso ordena que os membros do Lobby Central removam seus chapéus em deferência ao plebeu de mais alto escalão no reino.

### Entrega de refém parlamentar
Antes da partida do monarca do Palácio de Buckingham, o tesoureiro, o controlador e o vice-camareiro da casa da rainha (todos chicotes do governo) lhe entregam bastões cerimoniais brancos. O Lord Chamberlain, em nome do monarca, mantém o MP refém (geralmente o Vice-Chamberlain) "prisioneiro" durante a abertura do estado, por tradição como garantia do retorno seguro do monarca. O MP refém fica bem entretido até a conclusão bem-sucedida da cerimônia, quando eles são libertados com o retorno seguro da rainha. A prisão do vice-camareiro agora é puramente cerimonial, embora eles permaneçam sob guarda; originalmente, garantiu a segurança do Soberano quando eles entraram em um parlamento possivelmente hostil. A tradição deriva da época de Carlos I, que teve um relacionamento contencioso com o Parlamento e foi decapitado em 1649 durante a Guerra Civil entre a monarquia e o Parlamento. Uma cópia da sentença de morte de Charles I é exibida na sala de roupas usada pelo monarca como um lembrete cerimonial do que pode acontecer a um monarca que tenta interferir no Parlamento.
- 2014: Desmond Swayne[6]
- 2015-16: Kris Hopkins
- 2017: Chris Heaton-Harris

### Chegada da regalia real
Antes da chegada do soberano, a Coroa Imperial do Estado é transportada para o Palácio de Westminster em sua própria Carruagem de Estado da Torre Victoria, a Coroa é passada pelo Bargemaster do soberano ao Controlador do escritório do Lord Chamberlain, sob o olhar atento de o joalheiro da coroa. Depois, é transportado, juntamente com a Grande Espada do Estado e o Tampão da Manutenção, para ser exibido na Galeria Real. Também trazidos nesta procissão, geralmente no King Edward VII's Town Coach, são duas maças, separadas das três usadas pelo parlamento, para serem exibidas pelos sargentos de armas na procissão real.

### Chegada da Soberana e assembléia do Parlamento
O monarca chega ao Palácio de Westminster do Palácio de Buckingham em um Carruagem de Estado (desde 2014, a Carruagem do estado do Jubileu de Diamante), entrando pela entrada do soberano sob a Torre Victoria; o monarca geralmente é acompanhado por seu consorte e, às vezes, por outros membros da família real. Membros das forças armadas alinham a rota da procissão do Palácio de Buckingham ao Palácio de Westminster. Enquanto o hino nacional é tocado, o Padrão Real é içado para substituir a Bandeira da União na entrada do Soberano e permanece voando enquanto ela está presente. Então, depois que ele ou ela assume o manto de estado do parlamento e a Coroa Imperial de Estado na Câmara de Robing, o monarca prossegue pela Galeria Real até a Câmara dos Lordes, geralmente acompanhada por seu consorte e imediatamente precedido pelo conde marechal e por um colega (geralmente o líder da Câmara dos Lordes) carregando o boné de manutenção em uma vara branca e outro colega (geralmente um oficial militar aposentado) carregando a grande espada de estado, todos os seguintes o lorde Great Chamberlain e sua bengala branca, comumente o instrumento prático dos arrumadores cerimoniais, erguiam-se no alto. Uma vez sentado no trono, o monarca, usando a Coroa do Estado Imperial, instrui a Casa dizendo: "Meus senhores, orem, estejam sentados"; seu consorte toma seu lugar no trono à sua esquerda e outros membros da família real podem estar sentados em outro lugar no estrado (por exemplo, o príncipe de Gales pode estar sentado em uma cadeira de estado em uma parte inferior do estrado à casa do monarca). direito.)

### Convocação Real dos Comuns à Câmara dos Lordes
Movido pelo monarca, o Lorde Grande Chamberlain levanta sua varinha de cargo para sinalizar ao Cavalheiro / Lady Usher da Haste Negra (conhecida como Haste Negra), que é acusada de convocar a Câmara dos Comuns e está esperando no Lobby Central. Black Rod se vira e, sob a escolta do porteiro da Câmara dos Lordes e um inspetor de polícia, segue para o Lobby dos Membros da Câmara dos Comuns e chega às portas dos Comuns.
Em 1642, o rei Carlos I invadiu a Câmara dos Comuns em uma tentativa frustrada de prender os Cinco Membros, que incluíam o célebre patriota inglês e o principal parlamentar John Hampden. Desde então, nenhum monarca britânico entrou na Câmara dos Comuns quando está sentado.
Na abordagem de Black Rod, o Porteiro dos Comuns ordena que as portas sejam fechadas contra eles, simbolizando os direitos do parlamento e sua independência do monarca. O Usher do Black Rod então ataca com o fim de sua equipe cerimonial (o Black Rod) três vezes nas portas fechadas da Câmara dos Comuns, e então é admitido. (Há uma marca na porta do Commons mostrando os repetidos recuos feitos pelos Black Rods ao longo dos anos.) O sargento de armas apresenta o Black Rod. No bar, Black Rod se inclina para o Orador antes de prosseguir para a mesa, curvando-se novamente e anunciando o comando do monarca para a participação dos Comuns, nas seguintes palavras:
Sr. [ou Senhora] Oradora, A Rainha ordena que esta honorável Casa [faça uma pausa nos dois lados da Casa] participe de Sua Majestade imediatamente na Casa dos Pares.
Nos últimos anos, desenvolveu-se uma tradição para que esse comando seja recebido com um comentário tópico desafiador do deputado republicano Dennis Skinner, do Partido Trabalhista, sobre o qual, com alguma alegria, a Casa se eleva para chegar à Câmara dos Lordes. Esta intervenção habitual foi omitida por Skinner em 2015, alegando que ele tinha "peixes maiores para fritar do que proferir algo", devido a uma disputa sobre assentos com os nacionalistas escoceses. Skinner retomou a prática em 2016.

### Procissão dos Comuns
O Orador passa a participar da convocação de uma só vez. O sargento de armas pega a maça cerimonial e, com o alto-falante e o bastão preto, lidera os membros da Câmara dos Comuns enquanto caminham, em pares, em direção à Câmara dos Lordes. Por costume, os membros andam, com muita discussão e piada, em vez de formalmente processar. O Primeiro Ministro e o Líder da Oposição, seguidos pelo Vice Primeiro Ministro, Primeiro Secretário de Estado ou outro membro do governo e o Vice Líder da Oposição geralmente andam lado a lado, liderando as duas filas de deputados. Os Commons então chegam ao Bar da Câmara dos Lordes. As únicas pessoas obrigadas a se curvar são o Presidente da Câmara dos Comuns, o Comissário dos Comuns, o alto funcionário Black Lords e o Sargento de armas. Nenhuma pessoa que não seja membro da Câmara Alta pode passar sem ordem no Bar quando estiver em sessão; uma regra semelhante se aplica aos Comuns. Eles permanecem em pé no bar durante o discurso.

### Entrega do discurso do trono
O monarca lê um discurso preparado, conhecido como "Discurso do Trono" ou "Discurso da Rainha", descrevendo a agenda do governo para o próximo ano. O discurso é escrito pelo Primeiro Ministro e seus membros do gabinete, e reflete a agenda legislativa para a qual o Governo busca o acordo de ambas as Casas do Parlamento. É tradicionalmente escrito em pergaminho de pele de cabra e apresentado no joelho dobrado para o monarca ler pelo lorde chanceler, que produz o pergaminho a partir de uma sacola tipo sacola. Tradicionalmente, em vez de dar as costas ao Soberano, que pode parecer desrespeitoso, o Lorde Chanceler desce os degraus do trono, continuando a enfrentar o monarca. Lorde Irvine de Lairg, o lorde chanceler da época, procurou quebrar o costume e pediu com sucesso a permissão de dar as costas ao soberano e descer os degraus adiante. O próximo Lord Chancellor, Jack Straw, continuou a tradição anterior, mas os Chanceleres sucessivos optaram por seguir adiante.
Todo o discurso é dirigido a "Meus Senhores e Membros da Câmara dos Comuns", com uma exceção significativa que o monarca diz especificamente: "Membros da Câmara dos Comuns, estimativas para os serviços públicos serão apresentadas a você", uma vez que o o orçamento é constitucionalmente reservado ao Commons.
O monarca lê o discurso inteiro em um tom neutro e formal, o que não implica aprovação nem desaprovação das propostas de seu governo: o monarca faz referência constante a "Meu governo" ao ler o texto. Depois de listar os principais projetos de lei a serem introduzidos durante a sessão, o monarca declara: "Outras medidas serão apresentadas a você", deixando assim o escopo do governo de apresentar projetos de lei não mencionados no discurso. A monarca menciona as visitas de estado que ela pretende fazer e também as visitas planejadas de chefes de estado estrangeiros ao Reino Unido durante a sessão parlamentar. O monarca conclui o discurso dizendo:
"Meus Senhores e Membros da Câmara dos Comuns, oro para que a bênção do Deus Todo-Poderoso repouse sobre seus conselhos".
Tradicionalmente, os membros de ambas as casas do Parlamento ouvem o discurso com respeito, nem aplaudindo nem demonstrando discordância quanto ao seu conteúdo antes de ser debatido em cada casa. Esse silêncio, no entanto, foi quebrado em 1998, quando a rainha Isabel II do Reino Unido anunciou o plano do governo de abolir o direito dos colegas hereditários de se sentar automaticamente na Câmara dos Lordes. Alguns membros trabalhistas da Câmara dos Comuns gritaram "sim" e "ouviram", levando vários senhores a gritar "não" e "vergonha". A rainha continuou proferindo seu discurso sem pausa, ignorando a intervenção. A conduta daqueles que interromperam o discurso foi fortemente criticada na época.

### Partida do monarca
Após o discurso, o monarca e seu séquito deixam a câmara. O monarca se inclina para os dois lados da Casa dos Pares e depois sai da câmara, na ordem inversa da procissão usual, antes que os Comuns se curvem novamente e retornem à sua Câmara.

### Debate sobre o discurso
Após a partida da rainha do palácio, cada câmara procede à consideração de um "discurso em resposta ao discurso gracioso de Sua Majestade". Mas primeiro, cada Câmara considera um projeto de lei pro forma para simbolizar seu direito de deliberar independentemente do monarca. Na Câmara dos Lordes, o projeto de lei é chamado Projeto de Lei Select Vestries, enquanto o equivalente ao Commons é o Projeto de Lei de Fora da Lei. Os projetos de lei são considerados apenas para fins de cerimônia e não fazem nenhum progresso legislativo real. Para o endereço em resposta, um membro escolhido move "Que um humilde endereço seja apresentado a Sua Majestade, como segue". O seguinte é o formulário usado na Câmara dos Lordes e é quase idêntico ao usado na Câmara dos Comuns:
Soberano mais gracioso,

Nós, súditos mais leais e obedientes de Vossa Majestade, reunidos os Senhores Espirituais e Temporais no Parlamento, pedimos licença para agradecer a Vossa Majestade o discurso mais gracioso que Vossa Majestade dirigiu a ambas as Casas do Parlamento.
O primeiro discurso do debate no Commons é, por tradição, bem-humorado, dado por um membro previamente selecionado. A consideração do endereço em resposta ao discurso do trono é a ocasião para um debate sobre a agenda do governo. O debate sobre o endereço na resposta está espalhado por vários dias. A cada dia, um tópico diferente, como assuntos externos ou finanças, é considerado. O debate fornece uma indicação das opiniões do Parlamento sobre a agenda do governo.
Após esse debate, é realizada uma votação no Programa do Governo. Se o governo perder a votação, é considerado um voto de desconfiança.

## "Dressed down State Opening"
Em duas ocasiões, em março de 1974 e 2017, a Abertura do Estado foi realizada de maneira "disfarçada", devido às eleições gerais realizadas naquele período. Esta forma de cerimônia foi marcada por várias mudanças. O mais notável é que a rainha compareceu em trajes diurnos, em vez das vestes cerimoniais tradicionais do estado. A Coroa do Estado Imperial é carregada em frente à Rainha, da mesma maneira que a Espada de Estado e o Cap de Manutenção. Além disso, nenhuma carruagem é usada, e a rainha chega a Westminster de carro. Não há escolta militar nas ruas para esta procissão. Finalmente, alguns personagens, como Arautos e Oficiais de Armas, não participam da cerimônia. Além dessas mudanças, a cerimônia permanece praticamente a mesma.

## Aberturas duplas e canceladas
Ao longo do século XX (inclusive em tempos de guerra), a Abertura do Estado ocorreu anualmente, com as seguintes exceções:
- Houve duas aberturas estaduais em 1914 (e nenhuma abertura estatal em 1915);
- Houve duas aberturas estaduais em 1921 (e nenhuma abertura estatal em 1923);
- Houve duas aberturas estaduais em 1924 (e nenhuma abertura estatal em 1925).

Depois de 1925, a Abertura do Estado invariavelmente acontecia todos os anos (e duas vezes em 1974 - veja acima) até 2010, desde quando o governo cancelou duas vezes o evento:
- Em 2011, a Abertura do Estado foi cancelada pela coalizão Conservador / Lib-Dem 'sem consulta', para facilitar a introdução planejada de legislação para os Parlamentos a termo certo;
- Em 2018, a Abertura do Estado foi novamente cancelada,[9] pelo governo da minoria conservadora, no que foi descrito como um `` movimento altamente incomum '' para dobrar a sessão do Parlamento para dois anos, evitando uma votação de legislação controversa no auge das negociações sobre a Saída do Reino Unido da União Europeia '.[10]

## Equivalentes em outros países

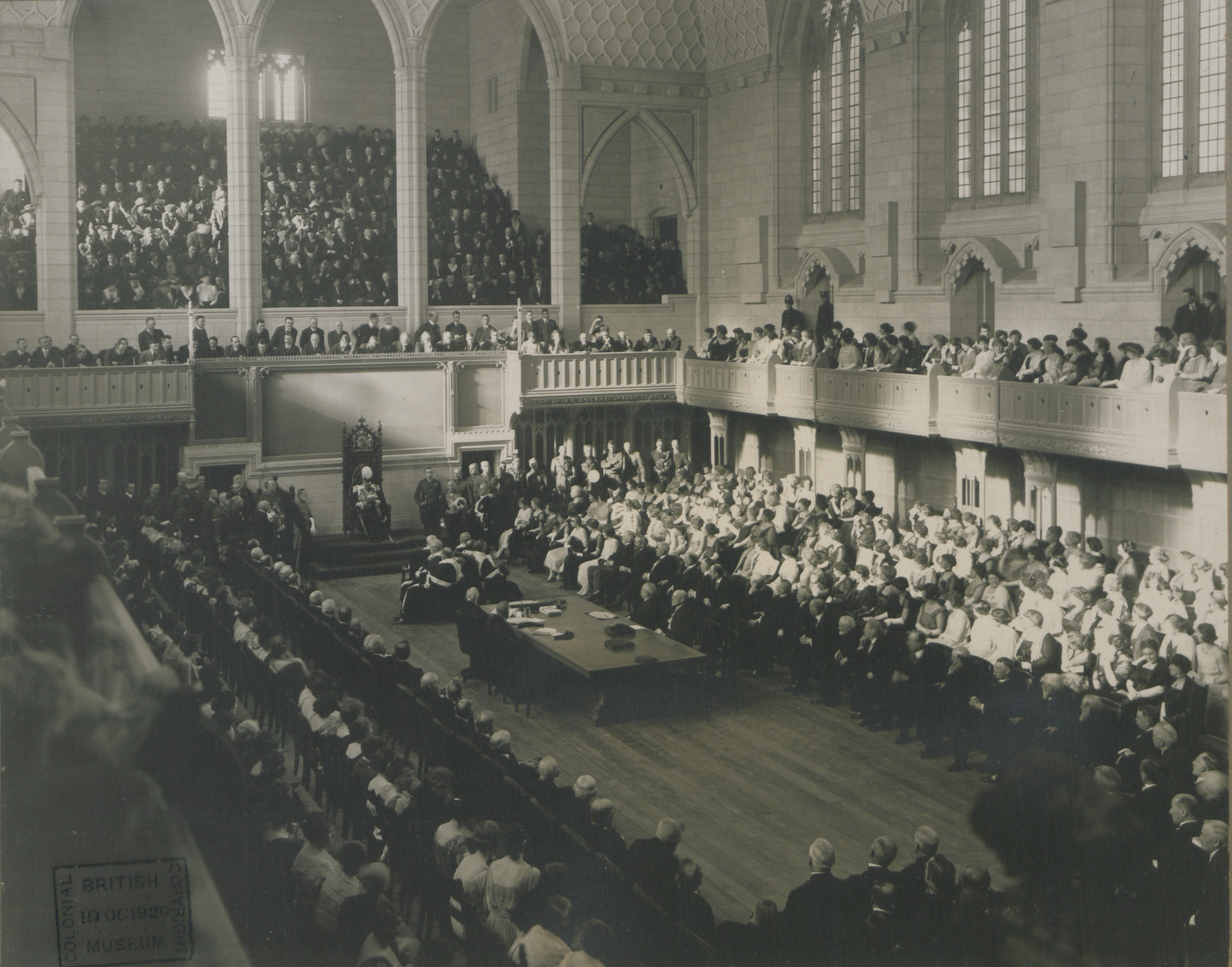
A abertura do Parlamento do Canadá em 1920.

Cerimônias semelhantes são realizadas em outros reinos da Commonwealth. O governador-geral ou, no caso dos estados da Austrália e das províncias do Canadá, o governador ou tenente-governador relevante, respectivamente, geralmente profere o discurso do trono. Ocasionalmente, o monarca pode abrir esses parlamentos e fazer o próprio discurso. Na Austrália e no Canadá, a última vez que isso ocorreu foi em 1977. Na Nova Zelândia, o monarca abriu o parlamento pela última vez pessoalmente em fevereiro de 1990.
Na Índia, o Presidente da Índia abre o Parlamento com um discurso semelhante ao Discurso do Trono. Esse também é o caso nas repúblicas da Commonwealth com uma Presidência não executiva como Malta, Maurício e Cingapura.

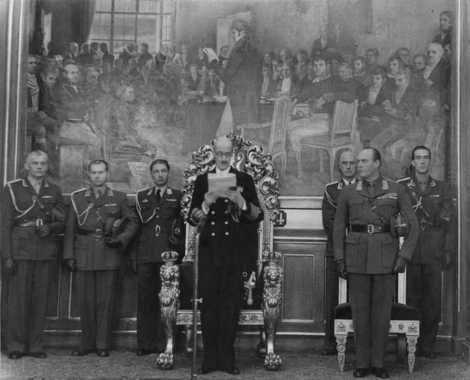
Rei Haakon VII fazendo o discurso do trono em Stortinget em 1950.

Na Holanda, uma cerimônia semelhante é realizada na terceira terça-feira de setembro, chamada Prinsjesdag, na Holanda. O artigo 65 da Constituição declara que "Uma declaração da política a ser adotada pelo Governo é dada pelo Rei ou em nome do Rei antes de uma sessão conjunta das duas Casas dos Estados Gerais, realizada anualmente na terceira terça-feira em Setembro ou em data anterior, conforme prescrito pela Lei do Parlamento. " Na Noruega, o artigo 74 da Constituição exige que o rei presida a abertura do Storting depois que ele foi declarado legalmente constituído pelo presidente do Storting. Depois que ele profere o Discurso do Trono, descrevendo as políticas do governo para o próximo ano, um membro do governo lê o Relatório sobre o Estado do Reino, uma conta das realizações do governo no ano passado.
Na Suécia, uma cerimônia semelhante à dos britânicos foi realizada até 1974, quando a constituição foi alterada. A antiga abertura de estado foi na Suécia chamada Riksdagens högtidliga öppnande ("A abertura solene do Riksdag") e era, como os britânicos, cheia de simbolismo. Após a abolição da abertura do antigo estado, a abertura agora é realizada no Riksdag, mas na presença do monarca e sua família. Ainda é o rei quem abre oficialmente o parlamento. Após a abertura do parlamento, o rei faz um discurso seguido pela declaração de governo do primeiro-ministro.
Em Israel, uma cerimônia semestral, com a presença do Presidente, abre as sessões de inverno e verão do Knesset. Embora no passado ele fosse um convidado sentado no andar superior do Knesset, o Presidente agora compareceu à cerimônia no pódio do orador e fez seu próprio endereço por escrito sobre a próxima sessão. Na primeira sessão de cada período legislativo do Knesset, o Presidente tem o dever de abrir a primeira sessão e inaugurar o orador temporário do Knesset e, em seguida, conduzir o processo de inauguração de todos os membros do Knesset.
Em alguns países com sistemas presidenciais ou similares em que os papéis de chefe de estado e chefe de governo são mesclados, o discurso anual do chefe do executivo ao poder legislativo é imbuído de parte do peso cerimonial de uma abertura parlamentar do estado. O exemplo mais conhecido é o endereço do estado da união nos Estados Unidos. Outros exemplos incluem o endereço do estado da nação nas Filipinas, uma antiga dependência americana. Esses discursos diferem de uma Abertura do Estado em pelo menos dois aspectos: no entanto, eles não abrem a sessão legislativa e são proferidos pelo presidente em seu próprio nome. Na Polônia, o Presidente da Polônia faz seu discurso ao Sejm e ao Senado na Primeira Sessão dessas Casas, que é semelhante ao Discurso do Trono. É mais um costume do que uma lei. A maioria dos presidentes da Polônia proferiu o discurso no Parlamento. A exceção ocorreu em 2007, quando o presidente Lech Kaczyński, em vez de se dirigir ao Sejm, assistiu à Primeira Sessão do sexto mandato Sejm da caixa presidencial na galeria de imprensa.